# Mistrovství světa v biatlonu 2023 – štafeta mužů
Mužská štafeta na Mistrovství světa v biatlonu 2023 se konal v sobotu 18. února v oberhofském biatlonovém stadionu Lotto Thüringen Arena am Rennsteig. Start mužské štafety proběhl v 11:45 hodin středoevropského času. Do závodu nastoupilo 22 čtyřčlenných národních týmů.
Obhájcem prvenství i úřadujícím olympijským vítězem z této disciplíny byl norský tým, který po dvou trestných kolech obsadil druhé místo.
Vítězem se stal výběr Francie ve složení Antonin Guigonnat, Fabien Claude, Émilien Jacquelin a Quentin Fillon Maillet a navázali na triumf z roku 2020. Druhé místo obsadilo Norsko, stupně vítězů doplnilo Švédsko.

## Průběh závodu
Den před závodem bylo kvůli předpovědi počasí, která predikovala vítr o síle až 85 km/h, oznámeno, že je konání štafetových závodů v ohrožení. Po dohodě s lesními úřady a orgánizátory mistrovství bylo nakonec konání závodu povoleno. Přesto byl však závod nepříznivým počasím ovlivněn, když pouze dvě štafety nemusely na trestné kolo. 

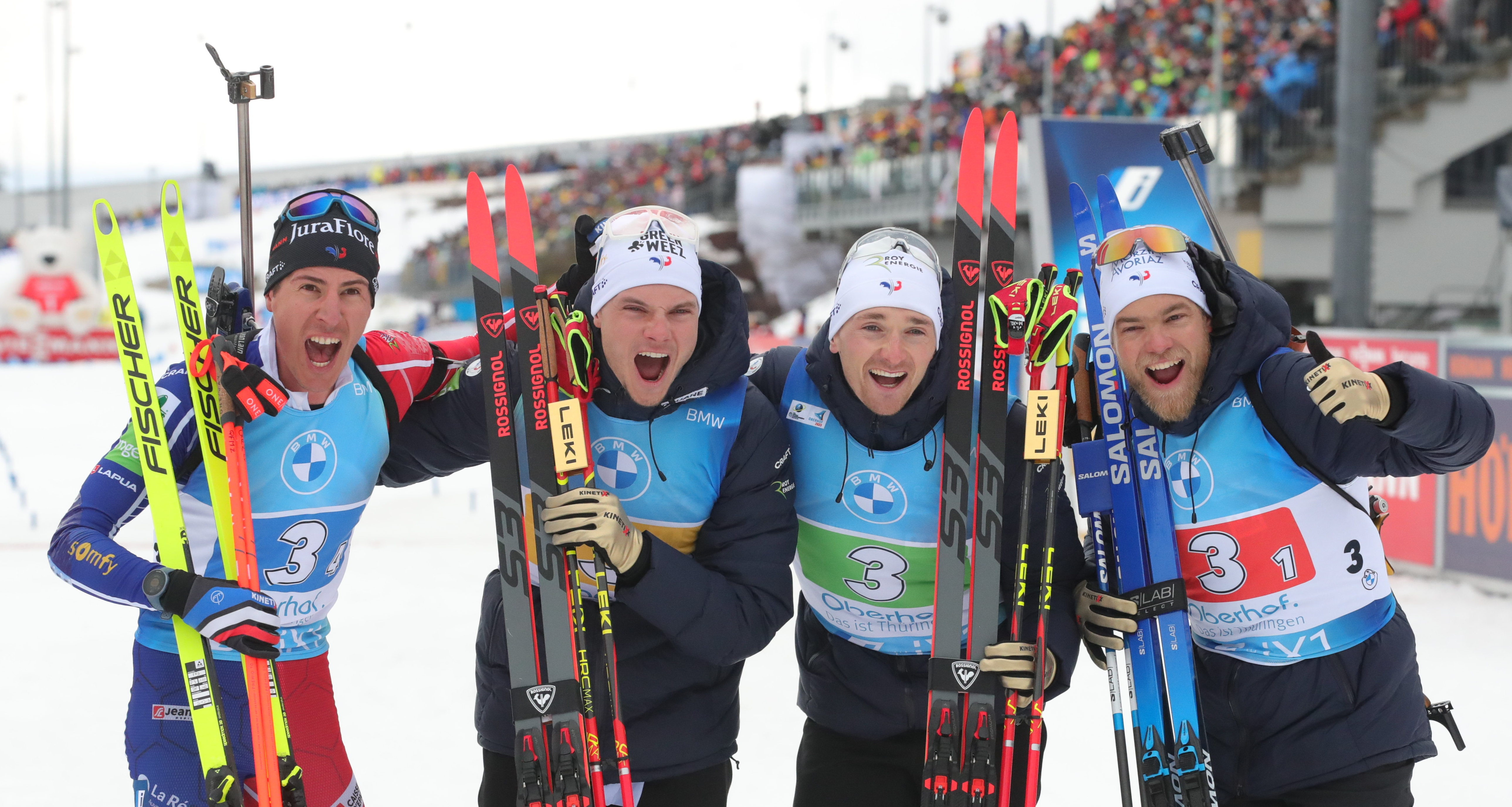
Vítězný francouzský tým v cíli

Na prvním úseku jel za českou štafetu Michal Krčmář, který musel jen jednou dobíjet náhradní náboj, jel rychle a předával druhý tři vteřiny za Francií. Tomáš Mikyska pak udělal sice tři chyby, ale hůře střílejícího Francouze předjel a předával první. Favorizovaná norská štafeta se pohybovala až v druhé polovině startovního pole, a když Tarjei Bø musel na trestné kolo, posunula se sice na páté místo, ale její ztráta na čelo se zvýšila na více než minutu. Na třetím úseku Jakub Štvrtecký udělal jen dvě chyby a Francouz Émilien Jacquelin musel po střelbě vstoje na trestný okruh, a Štvrtecký tak předával první s náskokem více než 10 vteřin. Jonáš Mareček pak ztratil na Quentina Fillona Mailleta v běhu, ale především vleže nezasáhl při silném větru tři terče, jel dvě trestná kola a klesl na čtvrté místo. Vstoje pak minul jen jeden terč stejně jako před ním jedoucí Švéd Sebastian Samuelsson a odjížděl čtvrt minuty za ním. Zrychlit už nedokázal a dovezl českou štafetu na čtvrtém místě, což však bylo nejlepší umístění české mužské štafety za poslední čtyři roky. Mezitím se po sedmé střelbě propracoval na druhé místo Nor Johannes Thingnes Bø, usilující o šesté vítězství na probíhajícím mistrovství. Měl však už ztrátu přes 50 vteřin, a tak i Maillet i díky čisté a velmi rychlé střelbě vstoje s francouzskou štafetou zvítězil. Norská štafeta tak skončila až druhá.
Émilien Jacquelin tak získal své čtvrtou zlatou medaili ze závodů z mistrovství světa, pro Quentina Fillona Maillete to bylo třetí takové vítězství, Antonin Guigonnat vybojoval druhý kolektivní titul mistra světa a Fabien Claude se na světovém šampionátu na stupně vítězů dostal vůbec poprvé.

## Výsledky
| Zlatá medaile                        | 3  | FrancieAntonin Guigonnat Fabien Claude Émilien Jacquelin Quentin Fillon Maillet      | 1:21:48,8 19:33,3 20:45,6 21:16,3 20:13,6 | 0+2 1+7 0+0 0+2 0+1 0+2 0+0 1+3 0+1 0+0  |         |
| Stříbrná medaile                     | 1  | NorskoVetle Sjåstad Christiansen Tarjei Bø Sturla Holm Laegreid Johannes Thingnes Bø | 1:22:27,6 20:32,5 20:54,9 20:46,4 20:13,8 | 0+5 2+9 0+2 0+3 0+0 1+3 0+3 0+0          | +38,8   |
| Bronzová medaile                     | 4  | ŠvédskoPeppe Femling Martin Ponsiluoma Jesper Nelin Sebastian Samuelsson             | 1:23:28,7 20:54,4 20:19,7 21:00,2 21:14,4 | 0+7 1+6 0+1 1+3 0+2 0+1 0+1 0+1 0+3 0+1  | +1:39,9 |
| 4.                                   | 8  | ČeskoMichal Krčmář Tomáš Mikyska Jakub Štvrtecký Jonáš Mareček                       | 1:23:53,0 19:36,3 20:41,2 21:06,8 22:28,7 | 2+3 0+7 0+0 0+1 0+0 0+3 0+0 0+2 2+3 0+1  | +2:04,2 |
| 5.                                   | 2  | NěmeckoJustus Strelow Johannes Kühn Roman Rees Benedikt Doll                         | 1:25:40,6 20:00,9 22:29,4 20:42,1 22:28,2 | 0+1 5+7 0+0 0+1 0+0 3+3 0+0 0+0 0+1 2+3  | +3:51,8 |
| 6.                                   | 11 | ŠvýcarskoSebastian Stalder Jeremy Finello Niklas Hartweg Serfain Wiestner            | 1:25:56,9 19:37,3 22:51,7 21:02,8 22:25,1 | 2+4 4+4 0+0 0+0 0+1 4+3 0+0 0+0 2+3 0+1  | +4:08,1 |
| 7.                                   | 7  | ItálieDidier Bionaz Tommaso Giacomel Elia Zeni Lukas Hofer                           | 1:26:11,7 20:19,8 21:07,4 22:21,0 22:23,5 | 0+7 0+7 0+1 0+2 0+2 0+1 0+3 0+2 0+1 0+2  | +4:22,9 |
| 8.                                   | 13 | RumunskoGeorge Buta Dmitrii Shamaev George Coltea Raul Flore                         | 1:26:37,4 20:52,1 22:05,3 21:31,9 22:08,1 | 0+6 0+7 0+2 0+2 0+1 0+3 0+0 0+2 0+3 0+0  | +4:48,6 |
| 9.                                   | 10 | SlovinskoAlex Cisar Miha Dovžan Jakov Fak Anton Vidmar                               | 1:26:37,5 20:20,3 22:39,1 20:49,1 22:49,0 | 0+4 3+10 0+0 0+3 0+1 2+3 0+0 0+1 0+3 1+3 | +4:48,7 |
| 10.                                  | 5  | FinskoJaakko Ranta Tuomas Harjula Tero Seppälä Olli Hiidensalo                       | 1:26:57,6 20:48,2 22:23,5 20:35,0 23:10,9 | 0+0 3+7 0+0 0+1 0+0 1+3 0+0 0+0 0+0 2+3  | +5:08,8 |
| 11.                                  | 14 | KanadaChristian Gow Adam Runnalls Logan Pletz Trevor Kiers                           | 1:27:21,1 20:02,4 22:35,8 22:54,3 21:48,6 | 1+5 1+7 0+1 0+1 0+0 1+3 1+3 0+1 0+1 0+2  | +5:32,3 |
| 12.                                  | 12 | Spojené státy americkéSean Doherty Paul Schommer Maxime Germain Vincent Bonacci      | 1:27:27,4 20:50,5 21:04,9 22:43,0 22:49,0 | 0+7 2+9 0+3 0+2 0+1 0+1 0+2 2+3 0+1 0+3  | +5:38,6 |
| 13.                                  | 9  | UkrajinaArtem Pryma Dmytro Pidručnyj Bogdan Cymbal Anton Dudčenko                    | 1:27:39,9 20:19,2 23:01,5 22:01,5 22:17,7 | 0+3 6+12 0+0 0+3 0+0 4+3 0+3 1+3 0+0 1+3 | +5:51,1 |
| 14.                                  | 6  | RakouskoDavid Komatz Dominic Unterweger Patrick Jakob Harald Lemmerer                | 1:27:49,2 20:10,6 22:48,2 23:02,2 21:48,2 | 0+2 3+8 0+2 0+0 0+0 3+3 0+0 0+3 0+0 0+2  | +6:00,4 |
| 15.                                  | 17 | EstonskoRene Zahkna Kristo Siimer Raido Ränkel Robert Heldna                         | 1:28:50,9 20:38,4 22:19,8 23:13,2 22:39,5 | 1+6 3+7 0+1 0+0 0+2 1+3 1+3 2+3 0+0 0+1  | +7:02,1 |
| 16.                                  | 16 | LitvaTomas Kaukenas Vytautas Strolia Karol Dombrovski Maksim Fomin                   | 1:29:15,4 20:20,8 22:18,1 22:36,7 23:59,8 | 0+6 3+7 0+0 0+2 0+2 0+1 0+1 0+1 0+3 3+3  | +7:26,6 |
| 17.                                  | 15 | PolskoAndrzej Nędza-Kubiniec Jan Gunka Marcin Zawol Tomasz Jakiela                   | 1:30:02,7 21:33,4 22:33,2 22:38,0 23:18,1 | 1+6 1+9 0+1 0+2 1+3 0+3 0+0 1+3 0+2 0+1  | +8:13,9 |
| 18.                                  | 20 | LotyšskoAleksandrs Patrijuks Edgars Mise Andrejs Rastorgujevs Gints Lusis            | 1:30:36,8 21:54,3 23:13,9 20:14,9 25:13,7 | 0+7 4+10 0+2 2+3 0+1 2+3 0+1 0+1 0+3 0+3 | +8:48,0 |
| 19.                                  | 22 | BelgieThierry Langer Florent Claude César Beauvais Marek Mackels                     | 1:31:47,6 20:50,0 21:38,0 23:33,1 25:46,5 | 2+9 2+11 0+2 0+3 0+1 0+3 2+3 0+2 0+3 2+3 | +9:58,8 |
| 20.                                  | 19 | KazachstánAlexandr Muchin Vladislav Kirejev Asset Djussenov Sergej Sirik             | LAP 20:32,0 23:26,5 23:10,4               | 0+1 0+3 0+0 2+3 0+1 3+3 1+3              |         |
| 21.                                  | 21 | JaponskoMikito Tačizaki Kiyomasa Ojima Ryu Jamamoto Keita Nagaoka                    | LAP 21:33,8 22:20,3                       | 0+0 1+3 0+1 0+1 0+3 1+3                  |         |
| 22.                                  | 18 | MoldavskoMaksim Makarov Pavel Magazeev Mihail Usov Andrei Usov                       | LAP 21:15,9 24:16,7                       | 0+0 0+3 2+3 1+3 0+1 2+3                  |         |
| Zdroj: LAP – štafeta předjeta o kolo |    |                                                                                      |                                           |                                          |         |

## Další fotografie

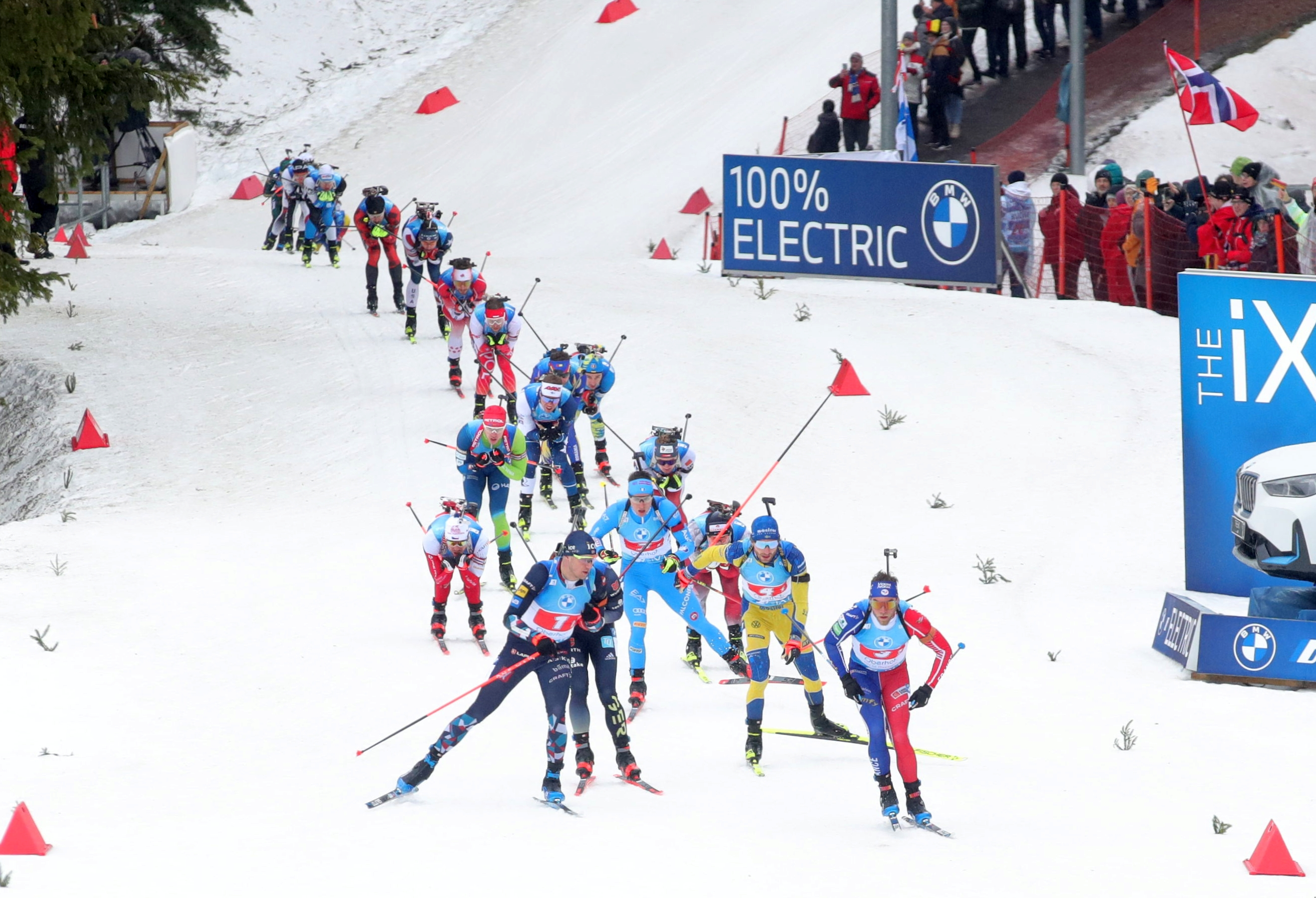
Pole závodníků krátce po startu
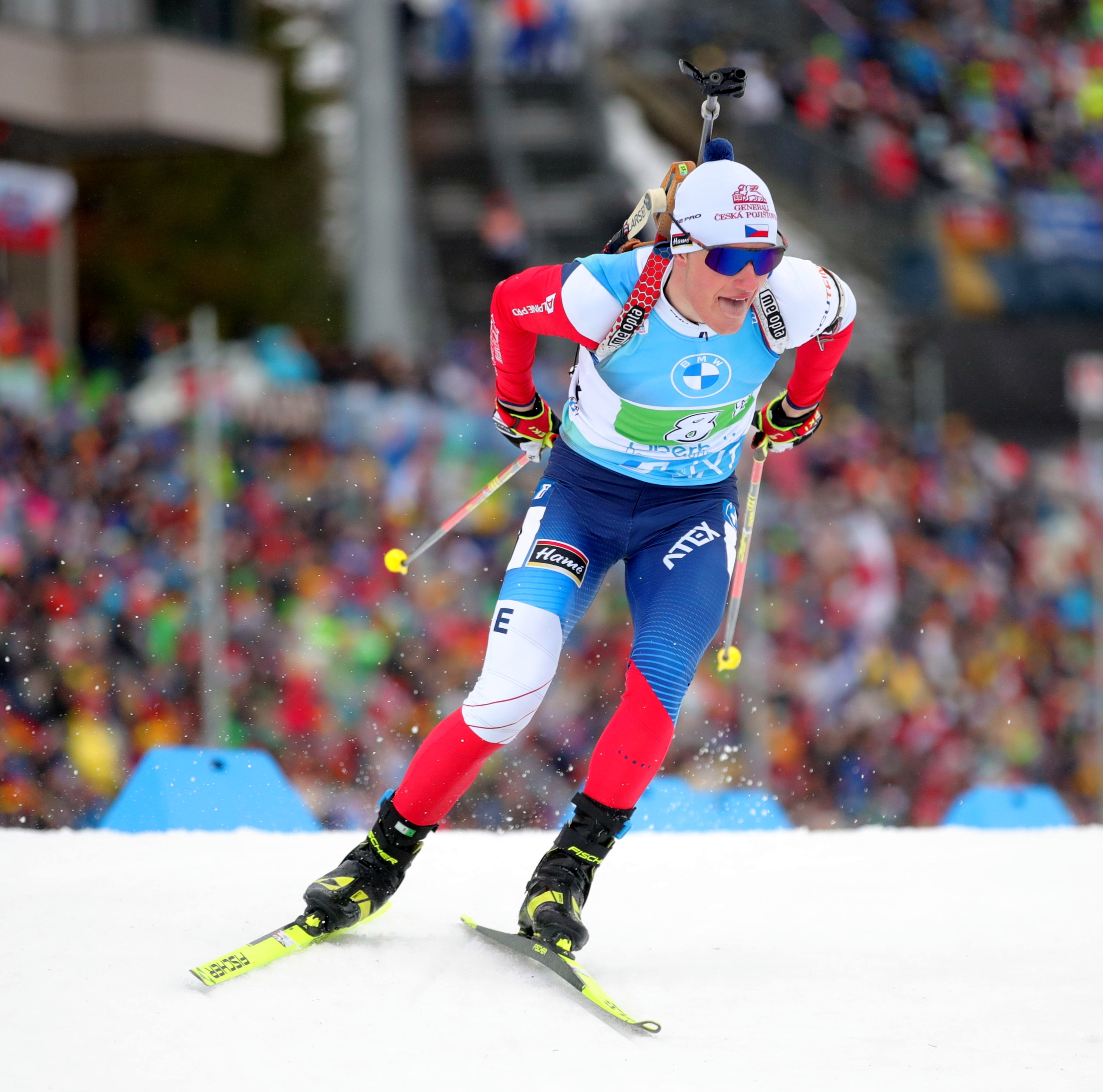
Tomáš Mikyska
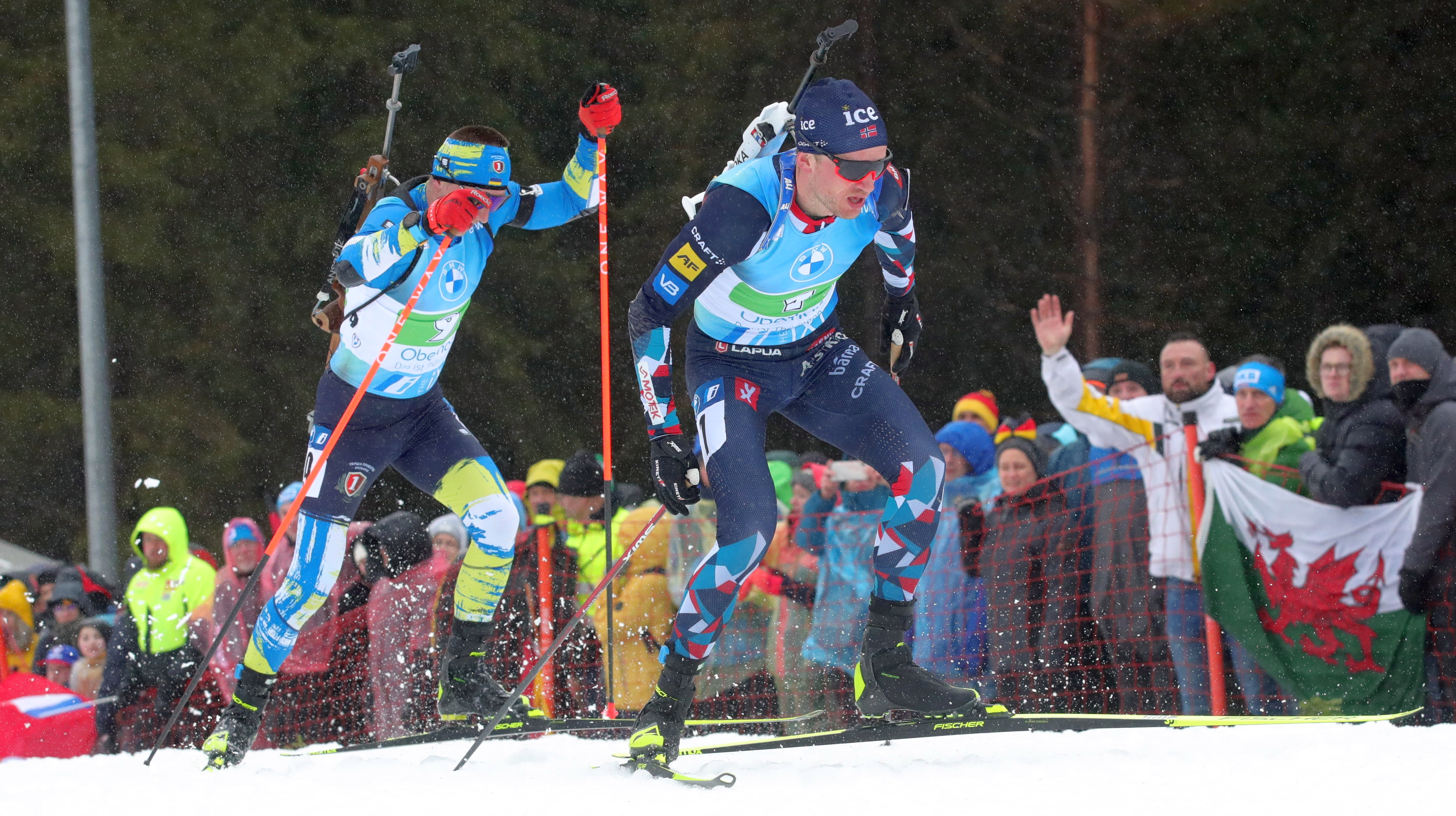
Nor Tarjei Bø před Ukrajincem Dmytrem Pidručnym
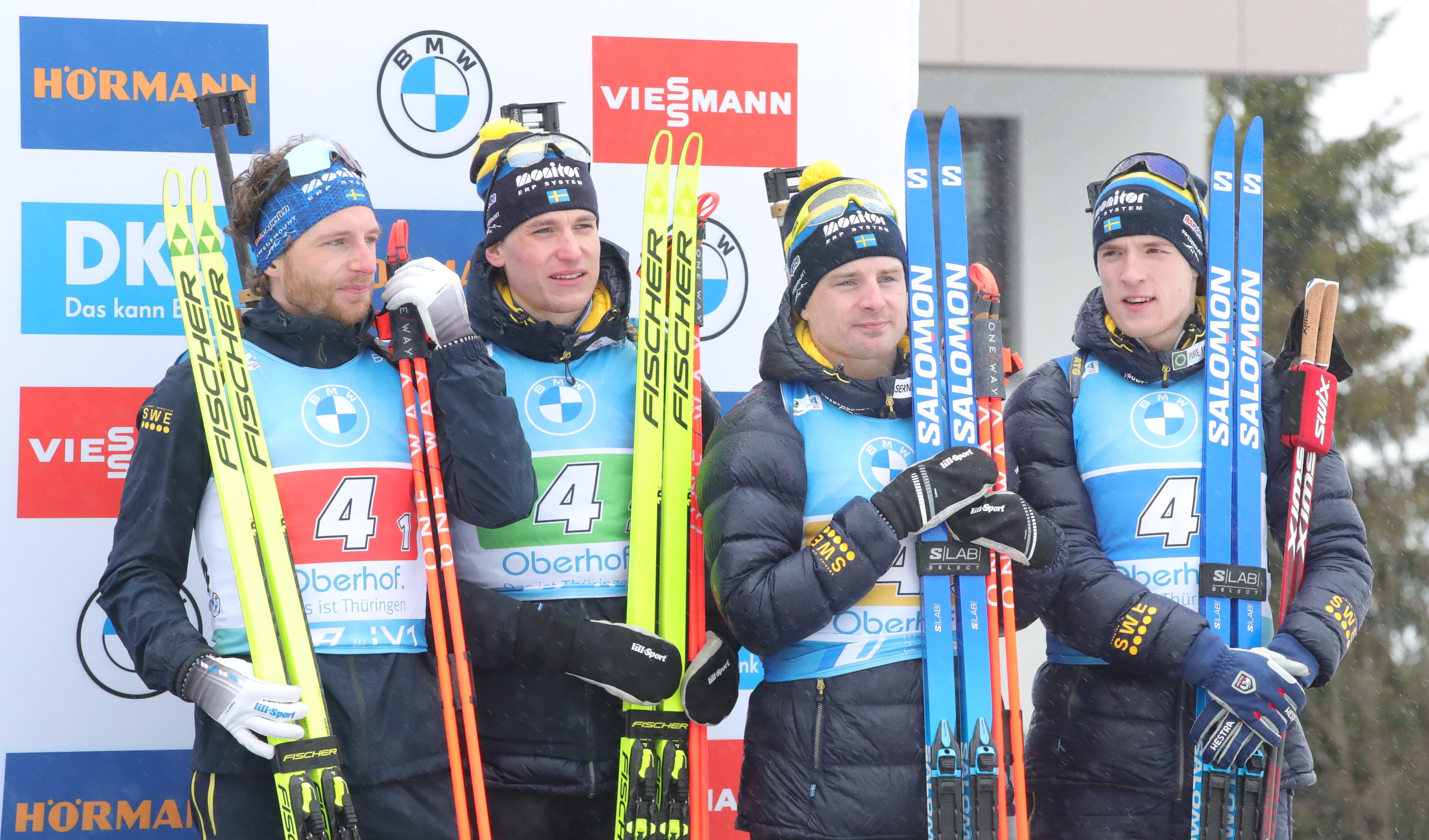
Švédský tým před vyhlášením vítězů